# Granas

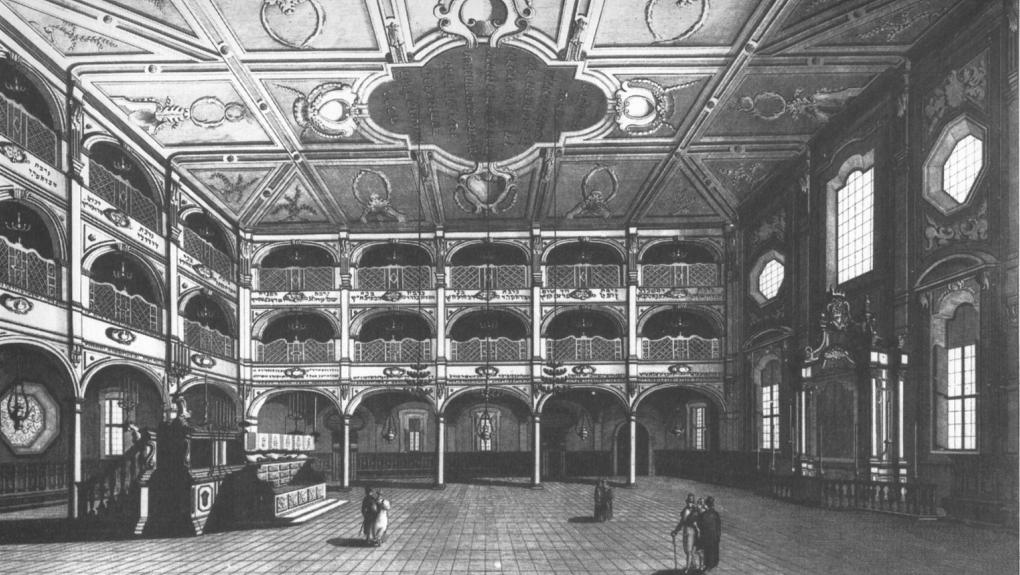
La Gran Sinagoga de Livorno en el (destruida en 1944).

Los Granas (en hebreo: גורנים‎ Gorneyim, sing. Gorni «de Legorn», es decir Livorno) son los judíos españoles y portugueses establecidos en la ciudad toscana de Livorno, tras su expulsión de la península ibérica en el siglo XV, así como sus descendientes. Esta comunidad hablaba un sociolecto específico, bagitto.

## Livorno

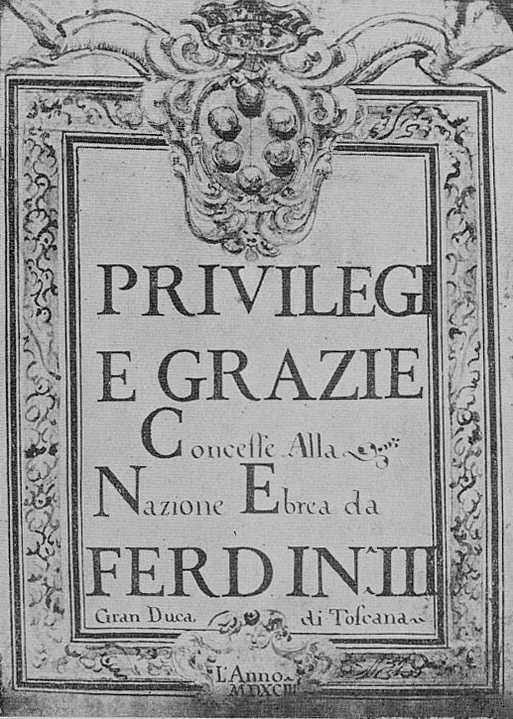
«Privilegios y gracias concedidos a la Nación Hebrea» por Fernando III.

En 1548, Cosme I de Médici invitó a extranjeros, incluidos conversos de España y Portugal, a establecerse en el puerto de Livorno, tras la colmatación del cercano puerto de Pisa, buscando su revitalización durante las décadas siguientes, aunque sin lograr un resultado inmediato.
Para acelerar las cosas, el 10 de junio de 1593, Fernando I de Médici garantizó mediante un edicto de tolerancia (la "Livornina")  la libertad de culto, el derecho a la nacionalidad toscana, el derecho a la propiedad y la aceptación implícita del derecho de los conversos, volver a la práctica del judaísmo. Estos decretos surtieron efecto: muchos sefarditas asentados en el norte de África y el Imperio Otomano vinieron a instalarse en Livorno.

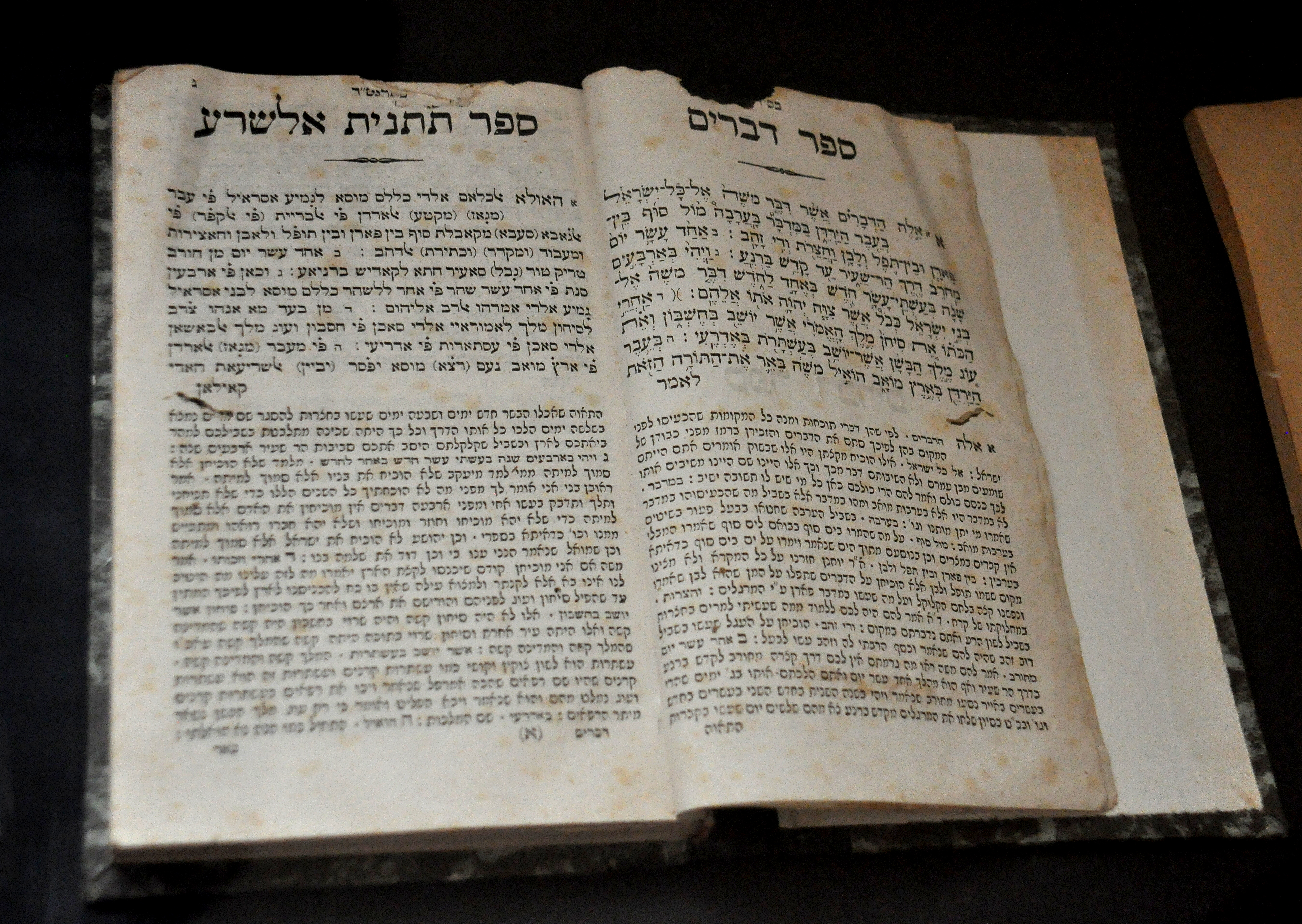
Parasha Debarim en Deuteronomio (1:1-3:22) escrita en hebreo con traducción judeoárabe transcrita a letras hebreas, Livorno, 1898.

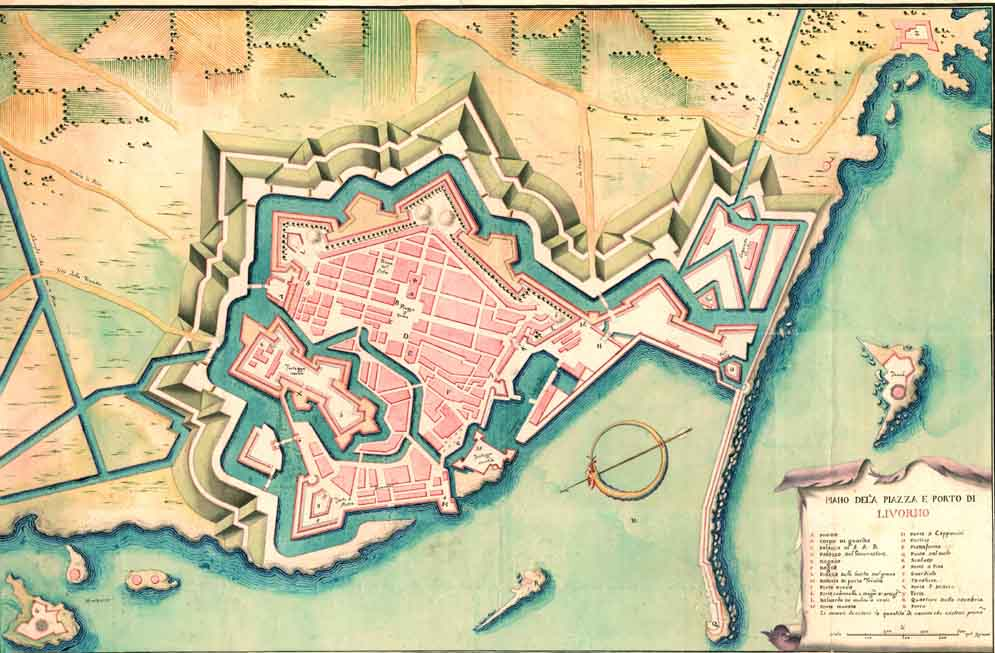
Mapa de Livorno,.

En 1667 el gobernador español de Orán (actual Argelia) decretó la expulsión de todos los judíos y conversos. Luego se unieron a otros judíos de Orán, que se habían establecido en Livorno desde la ocupación española de Orán en 1509. Estos conversos regresan al judaísmo.
La comunidad de judíos granas en el puerto de Livorno se multiplicó por treinta en un siglo, pasando de 114 en 1601 a alrededor de 3 000 en 1689, aunque fue especialmente en la década de 1660 cuando Livorno centralizó a los refugiados, perseguidos por las autoridades españolas, en Orán, a pesar de que la mayoría era hispanoparlante y nunca ha conocido otros países.
Tobago, frente a las costas de Venezuela, había sido colonizada por judíos holandeses procedentes de Ámsterdam a partir de 1622, a raíz de la antigua presencia holandesa en torno a las salinas de Península de Araya, luego por judíos de Granas de Livorno en 1660, liderados por Paulo Jacomo Pinto, que quería reunirlos en la Costa Salvaje (América del Sur).
En 1675, Livorno se convirtió en puerto libre y su importancia creció debido a los vínculos con otras comunidades mercantiles judías, en Venecia, Ámsterdam, Bilbao y Curazao, donde se creó una localidad llamada "Livorno". De ella partieron los fundadores de Tucacas en 1693 a las costas de Venezuela, siendo probablemente Benjamín da Costa d'Andrade, figura central de la historia del cultivo del cacao, expulsado de Martinica en 1685, y que regresó a Londres en 1696.
A principios del siglo siguiente, Tucacas pasó a manos de los españoles en 1717, pero los raros cargamentos de cacao que salían de Curazao y no iban a Ámsterdam iban directamente a Bilbao y Livorno. Los chocolateros italianos y vascos son los más reconocidos de Europa, con fuertes vínculos con Venezuela, que fue responsable de la historia del cultivo del cacao hasta 1810, representando solo la mitad de la producción mundial.

## Diáspora

### África del Norte

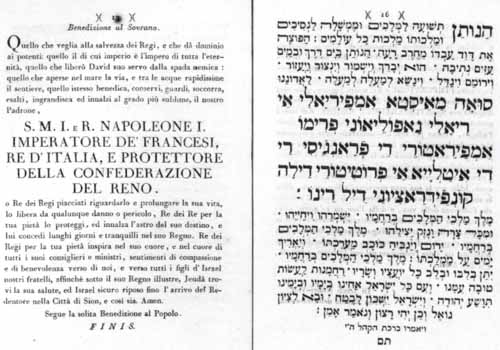
Oración judía (en hebreo e italiano) compuesta por los judíos de Livorno en honor del 38.º cumpleaños de Napoleón, publicada Hod Maljut Sidur, 1808.

La primera constancia de livorneses (es decir judíos sefardíes asentados en Livorno) en el norte de África data del siglo XV. Entonces se diferencia entre los «antiguos livorneses» des los «nuevos livorneses» que llegaron en 1685 y formaron una primera comunidad organizada de Gorneyim en Túnez (y posteriormente, en otras ciudades tunecinas como Susa), donde se diferenciaron fuertemente de los judíos nativos debido a su europeización: hablan italiano y sólo se casan entre ellos, visten al estilo europeo, usan pelucas y empolvados, tienen sus propios ritos, sinagogas, oficiantes, rabinos y cementerios y se consideran y son considerados el buque insignia de la burguesía europea.

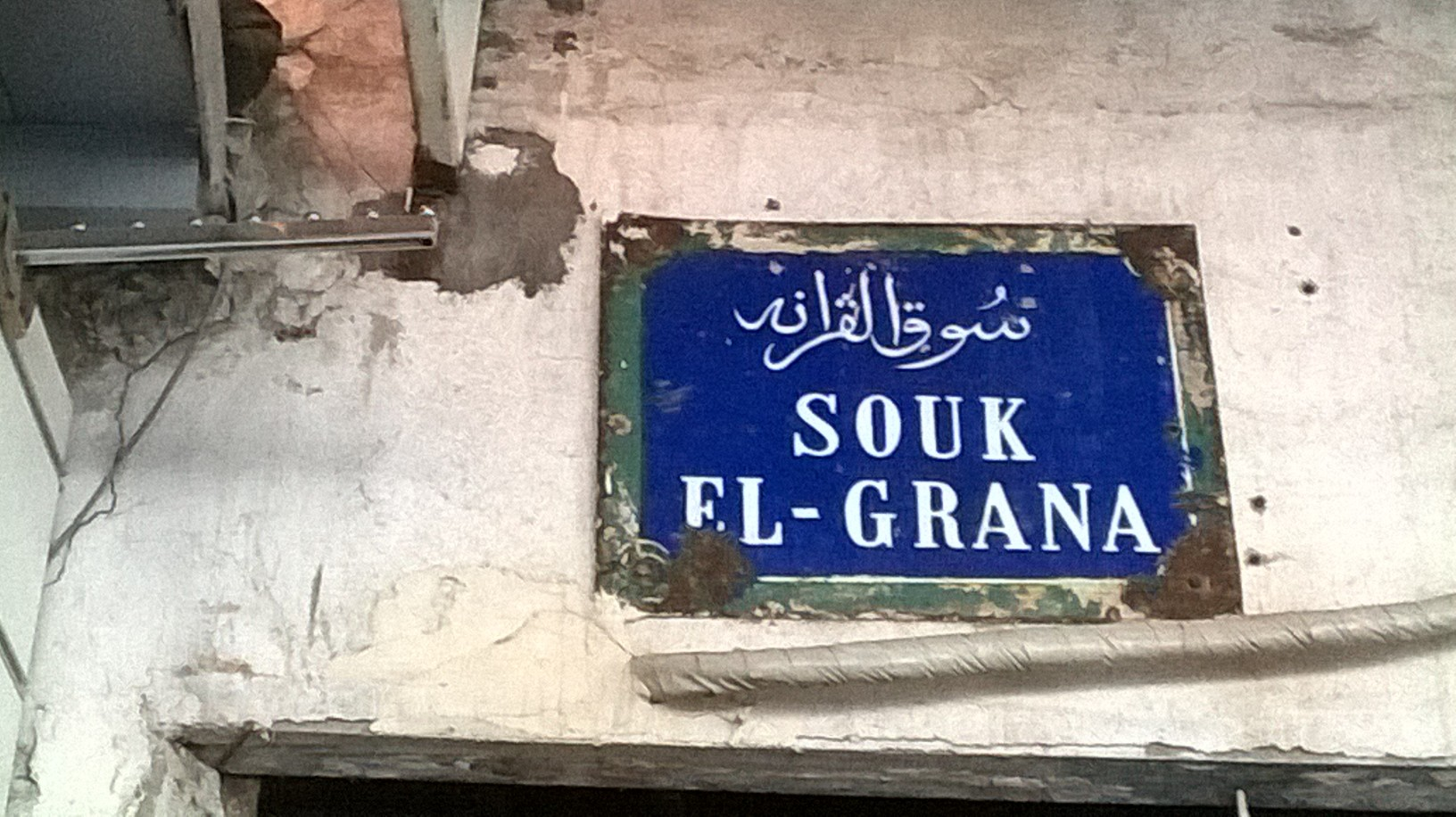
Zoco El Grana en la medina de Túnez

Tienen poca o ninguna relación con los judíos indígenas que hablan judeoárabe y visten al estilo oriental. Los Granas finalmente se arabizarán a través del lenguaje, bajo la influencia de los «antiguos livorneses» pero su fuerte presencia provocó la creación de un cisma que dividió a los judíos de Túnez durante casi dos siglos. Un acuerdo, ratificado en 1741, concretó la separación de las dos comunidades.
En Argel, los Gorneyim se convirtieron, en el siglo XVIII, los banqueros de los deys, los intermediarios entre ellos y las potencias europeas. Algunos incluso llegan a ser consejeros, o incluso ministros. Presente desde el siglo XVI y concentrados en grandes ciudades y con una cómoda situación económica. Muchos son multilingües y mantienen relaciones privilegiadas con Europa. En Argelia, las instituciones religiosas nunca estuvieron divididas como fue el caso en Túnez entre Granas y Tochavim.

### América
Después de haber tenido que ceder el Brasil holandés a Portugal en 1654, las Provincias Unidas planearon reasentar a los judíos obligados a huir de estos territorios en dos colonias holandesas, la isla de Cayena (actual Guyana) y Nieuw Middelburg, en el territorio de Esequibo (actual Guyana), donde se fundó la colonia de Esequibo en 1616. Para aumentar la población y dinamizar estas colonias, invitaron a los Gorneyim a través de su representante en Ámsterdam, Paulo Jacomo Pinto. El 12 de septiembre de 1659, uno de los refugiados judíos de Brasil concluyó un acuerdo con la Compañía Holandesa de las Indias Occidentales para la creación de una aldea judía, Rémire-Montjoly, en la costa occidental de la isla, donde también se instaló Gorneyim.
En 1664, a la llegada de los franceses a Cayena, los holandeses se rindieron sin luchar pero obtuvieron una garantía del libre ejercicio de su religión para los judíos. Sin embargo, dos tercios de los judíos de Rémire-Montjoly, es decir unas 300 personas, partieron para establecerse en Surinam, entonces británica. Allí, bajo la colonización británica y luego holandesa, se beneficiaron de una cierta autonomía en una localidad llamada Jodensavanne que habían establecido en 1652 en Savannah, cerca de la cala Cassipora.

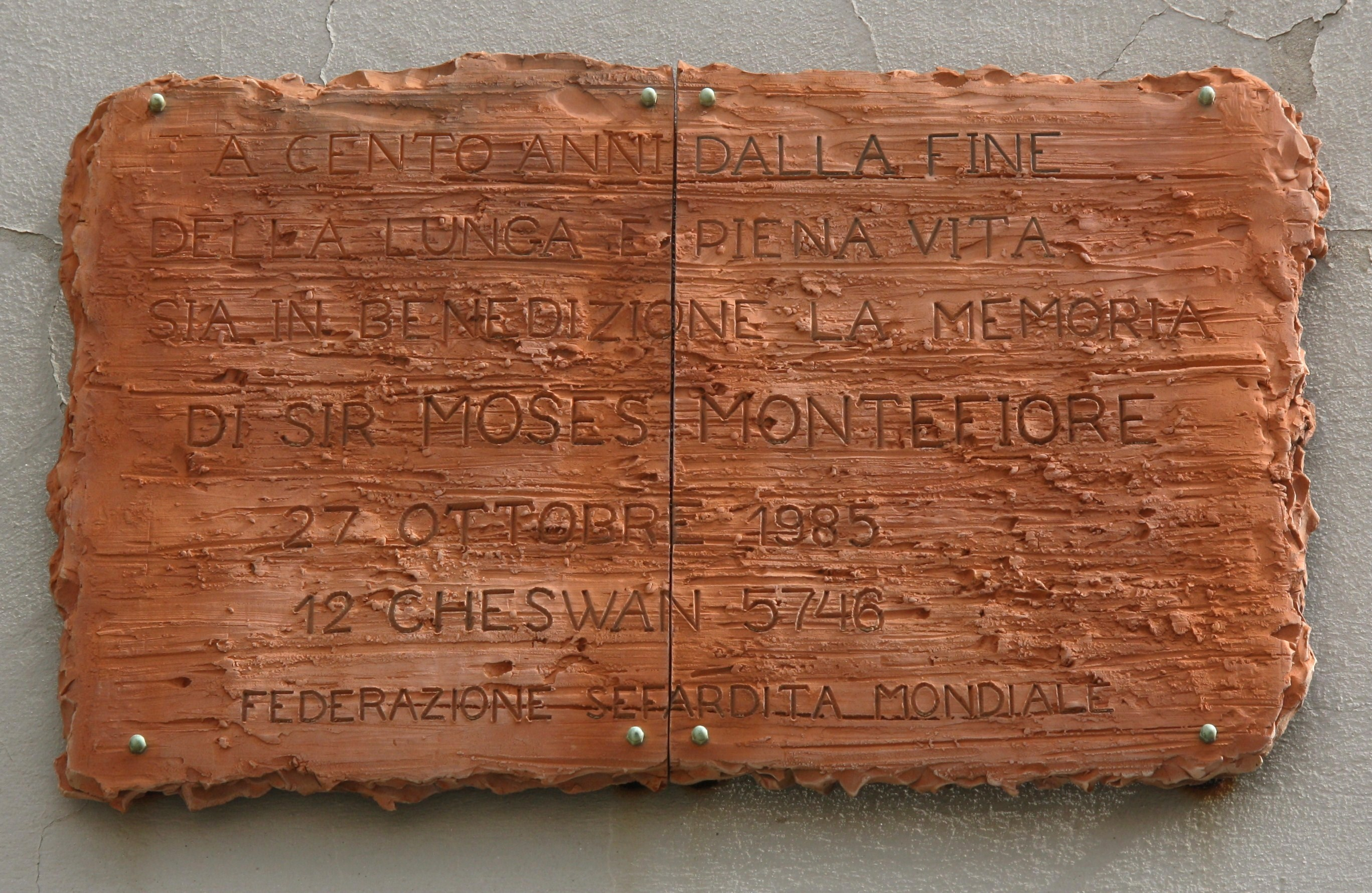
Memorial Piazza Benamozegh, colocado en el edificio de la comunidad judía, para celebrar el centenario de la muerte de Moisés Montefiore en 1985, Livorno.

## Personalidades de la diáspora judía en el Siglo de Oro
- David Cohen Nassi
- Isaac De Costa
- Benjamín da Costa d'Andrade
- Paulo Jácomo Pinto
- Pieter Henriques